# Galgagnano
Galgagnano är en ort och kommun i provinsen Lodi i regionen Lombardiet i Italien. Kommunen hade 1 283 invånare (2018).